# علم عجيب (فلم)
علم عجيب (بالإنجليزية: Weird Science) هو فيلم كوميدي أمريكي للمراهقين من تأليف وإخراج جون هيوز وبطولة أنتوني مايكل هال وإيلان ميتشل سميث وكيلي ليبروك. الفيلم مستوحى من قصة «صُنع المستقبل» للكاتب آل فيلدشتاين، والمنشورة في مجلة تحمل نفس الاسم. أغنية المقدمة من تأليف وأداء فرقة الموجة الجديدة الأمريكية أوينغو بوينغو. يعتبر الفيلم، فيلم طائفة كلاسيكي.

## القصة
يتعرض الطالبان المنبوذان غاري والاس ووايات دونيلي من مدرسة شيرمر الثانوية للتنمر على يد الطلبة الكبار إيان وماكس لإعجابهما الشديد بصديقتيهما المشجعتين ديب وهيلي. يشعر غاري بالإهانة وخيبة الأمل، فيقنع وايت بأنهما بحاجة إلى زيادة شعبيتهما. في عطلة نهاية الأسبوع بمفردهما مع غياب والدي وايت، يستلهم غاري من فيلم فرانكشتاين لعام 1931 فكرة إنشاء امرأة افتراضية باستخدام الحاسوب، وتزويدها بكل ما يمكنهما تصوره لتكون امرأة أحلامهما المثالية. مما يؤدي إلى ظهور ليزا، وهي امرأة جميلة وذكية تتمتع بقوى خارقة.

## الممثلون
- أنتوني مايكل هال، في دور غاري والاس.
- إيلان ميتشل سميث في دور وايت دونيلي.
- كيلي ليبروك في دور ليزا.
- بيل باكستون، في دور تشيت دونيلي.
- سوزان سنايدر، في دور ديب.
- جودي أرونسون، في دور هيللي.
- روبرت داوني جونيور، في دور إيان.
- روبرت روسلير، في دور ماكس.
- فيرنون ويلز، في دور القائد (شخصية تعكس دوره في فيلم ماد ماكس 2)
- بريت ليتش، في دور آل والاس.
- باربرا لانغ، في دور لوسي والاس.
- مايكل بيريمان، في دور راكب الدراجة النارية المتحول.

## روابط خارجية
- علم عجيب على موقع IMDb (الإنجليزية)
- علم عجيب على موقع ميتاكريتيك (الإنجليزية)
- علم عجيب على موقع روتن توميتوز (الإنجليزية)
- علم عجيب على موقع نتفليكس (الإنجليزية)
- علم عجيب على موقع قاعدة بيانات الأفلام العربية
- علم عجيب على موقع ألو سيني (الفرنسية)
- علم عجيب على موقع Turner Classic Movies (الإنجليزية)
- علم عجيب على موقع أول موفي (الإنجليزية)
- علم عجيب على موقع بوكس أوفيس موجو (الإنجليزية)
- علم عجيب على موقع فيلمافينيتي (الإسبانية)